# Paweł Dawidowicz
Paweł Dawidowicz (* 20. Mai 1995 in Olsztyn) ist ein polnischer Fußballspieler.

## Karriere

### Im Verein
Paweł Dawidowicz spielte bis 2011 für diverse Jugendmannschaften von Sokół Ostróda. 2011 wurde er vom Erstligisten Lechia Gdańsk verpflichtet und spielte zunächst in der Reservemannschaft und im Nachwuchsteam. Zur Saison 2012/13 wurde er in die Profimannschaft aufgenommen, kam in dieser Saison aber zu keinem Einsatz. Sein Debüt in der Ekstraklasa gab er am 30. Mai 2013 beim 3:0-Auswärtssieg gegen Zagłębie Lubin. In der Saison 2013/14 war er Stammspieler und machte durch seine starken Leistungen den polnischen Nationalmannschaftstrainer und Talentscouts von Benfica Lissabon auf sich aufmerksam. So wechselte er zur Saison 2014/15 nach Portugal, konnte sich aber bei Benfica nicht durchsetzen und kam lediglich in der Reservemannschaft in der Segunda Liga zum Einsatz.
Im Sommer 2016 wechselte Dawidowicz auf Leihbasis mit Kaufoption zum VfL Bochum in die deutsche 2. Bundesliga. Im August 2017 wurde er an die US Palermo verliehen, im Sommer 2018 an Hellas Verona. Verona verpflichtete ihn nach Ablauf der Leihe fest.

### In der Nationalmannschaft
Dawidowicz spielte für die U-18, U-19, U-20 und U-21 des polnischen Fußballverbandes. Für die polnische A-Nationalmannschaft spielte er erstmals am 17. November 2015; er wurde im 3:1-Sieg im Freundschaftsspiel gegen Tschechien in der 86. Minute eingewechselt.
Zur Fußball-Europameisterschaft 2021 wurde er in den polnischen Kader berufen, kam aber mit diesem nicht über die Gruppenphase hinaus.